# Château de Lavercantière
Le château de Lavercantière est un château situé à Lavercantière, en France.

## Localisation
Le château est situé sur la commune de Lavercantière, dans le département français du Lot.

## Historique
La seigneurie de Lavercantière appartient depuis le Xe siècle à la famille de Gourdon. D'après Guillaume de Lacoste, le château de Lavercantière est pris par Richard Cœur de Lion, en 1188. Le chapitre de Cahors avait des droits sur Lavercantière car Aymeric de Gourdon, damoiseau, a fait hommage au chapitre de Cahors des terres et juridictions de Lavercantière, Saint-Germain, Peyrilles, Concorès, Ussel, Le Mas de Borsials, Nadillac, Saint-Clair, Saint-Romain et de tous les lieux qu'il possédait entre le Lot et la Dordogne en 1302. Bertrand de Salviac, de la maison de Gourdon, rend hommage au chapitre de Cahors pour Lavercantière en 1401.
En 1528, la seigneurie passe à l'une de ses branches, les Lagrange-Gourdon après le mariage de Marquèse de Gourdon, fille et unique héritière de Jean de Gourdon, seigneur de Lavercantière, Rampoux, Saint-Martin le Dézarnat, Saint-Cirq de Belarbre, etc., et de Jeanne de Lauzières-Thémines, avec Michel de Lagrange, dont la famille est originaire de Rocamadour. La seigneurie est restée la propriété de cette famille jusqu'à la Révolution.
Le château actuel est entièrement reconstruit à partir du XVIIe siècle sur les fondations du château médiéval par Guyon de Lagrange-Gourdon. En 1659, il a passé commande à Pierre Francès, maçon de Rampoux, de la réalisation des marches de l'escalier intérieur, rampe sur rampe. Le château est resté inachevé. Il devait avoir un plan en double Té. Il n'a été construit qu'un simple Té. L'aile occidentale du château n'a été construite qu'au XVIIIe siècle. Jacques de La Grange-Gourdon y est né en 1755.
Des bâtiments qui entouraient la cour et qui apparaissent sur le plan cadastral de 1810 il ne reste que des vestiges.
L'édifice est inscrit au titre des monuments historiques le 16 septembre 1991,.